# Afer Joël Le Scouarnec
L'Afer Joël Le Scouarnec, també conegut com a afer del cirurgià Jonzac, és el cas d'un cirurgià nascut a París l'any 1950, Joël Le Scouarnec, acusat per centenars de persones d'agressions sexuals i actes de caràcter pedofílic. Els fets es van desenvolupar durant diversos anys i diverses ciutats.
Va ser condemnat a 15 anys de presó el 2020 per violació i agressió sexual contra quatre menors i està recorrent contra la sentència, i també està acusat en una segona part de violació i agressió sexual a 312 víctimes potencials.

## El sospitós
Joël Le Scouarnec va néixer el 3 de desembre de 1950 al 14è districte de París i va créixer a Seine-et-Oise a Villebon-sur-Yvette. Després de cursar estudis superiors a París (va fer l'internat a l'⁣Hôtel-Dieu de Paris), va realitzar les seves pràctiques en medicina, entre 1976 i 1981, a la facultat de medicina de Nantes, després de casar-se.
Especialista en cirurgia digestiva, treballà en diferents establiments hospitalaris. Primer a Loches, a Indre-i-Loire, després a dues ciutats situades al Morbihan: Vannes entre 1994 i 2003 i Lorient, entre 2003 i 2005, després a Quimperlé, entre 2005 i 2008 i finalment Jonzac, fins al 2017 quan es va jubilar. També va realitzar nombroses substitucions de pocs dies a Ancenis, Flers i Le Bailleul.
Abans del cas, Joël Le Scouarnec va ser condemnat, l'octubre 2005 pel tribunal penal de Vannes, a quatre mesos de presó per possessió d'imatges de pornografia infantil. Va ser en aquest moment quan va marxar de Lorient cap a Quimperlé i va aconseguir inscriure's a l'Ordre dels Metges amagant la seva convicció penal.

## Acusació de violació i agressió sexual contra quatre menors
Com a part d'un altre cas que precedeix el cas de 2019, el cirurgià va ser traslladat al Tribunal d'Assís de Charente-Maritime, a Saintes, per ser jutjat entre el 13 i el 17 de març per un cas de violació per una persona amb autoritat, sexual agressió i exhibició sexual a quatre víctimes menors. A l'espera d'aquest judici, l'home va ser ingressat en presó preventiva al centre de presó preventiva de Saintes el maig de 2017. El 3 de desembre va ser condemnat a 15 anys de presó penal pel Tribunal d'Assises de Charente-Maritime. Va ser declarat culpable d'agressió sexual a una de les seves nebodes i un jove pacient als anys noranta, així com de violació d'una altra neboda i del seu veí de Jonzac, sentència que va recórrer.

## Acusació de violació i agressió sexual contra 312 persones

### Història dels fets suposats

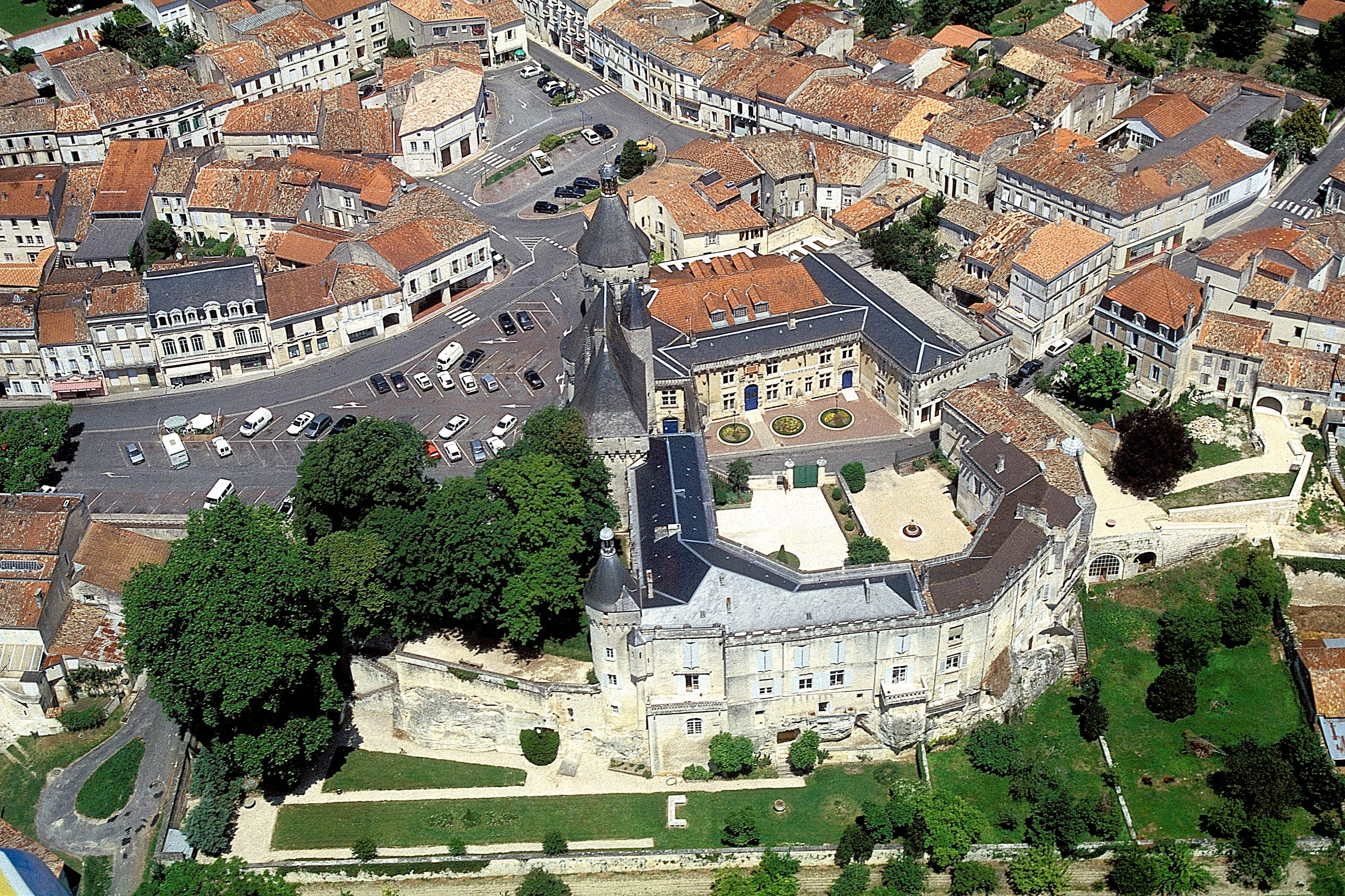
Vista aèria de Jonzac, un petit poble de Charente Maritime on el cas va començar el 2017.

El cas començà amb les declaracions d'una nena de sis anys resident a Jonzac. Va declarar als seus pares, l'abril de 2017, que el seu veí, aleshores metge i de 66 anys, s'havia exposat davant d'ella abans de sotmetre-la a una agressió sexual.

### Investigació judicial
Durant la investigació es feren escorcolls al domicili de Joël Le Scouarnec. La policia va trobar diaris en forma de quaderns amb anotacions, alguns dels quals es remunten als anys vuitanta.

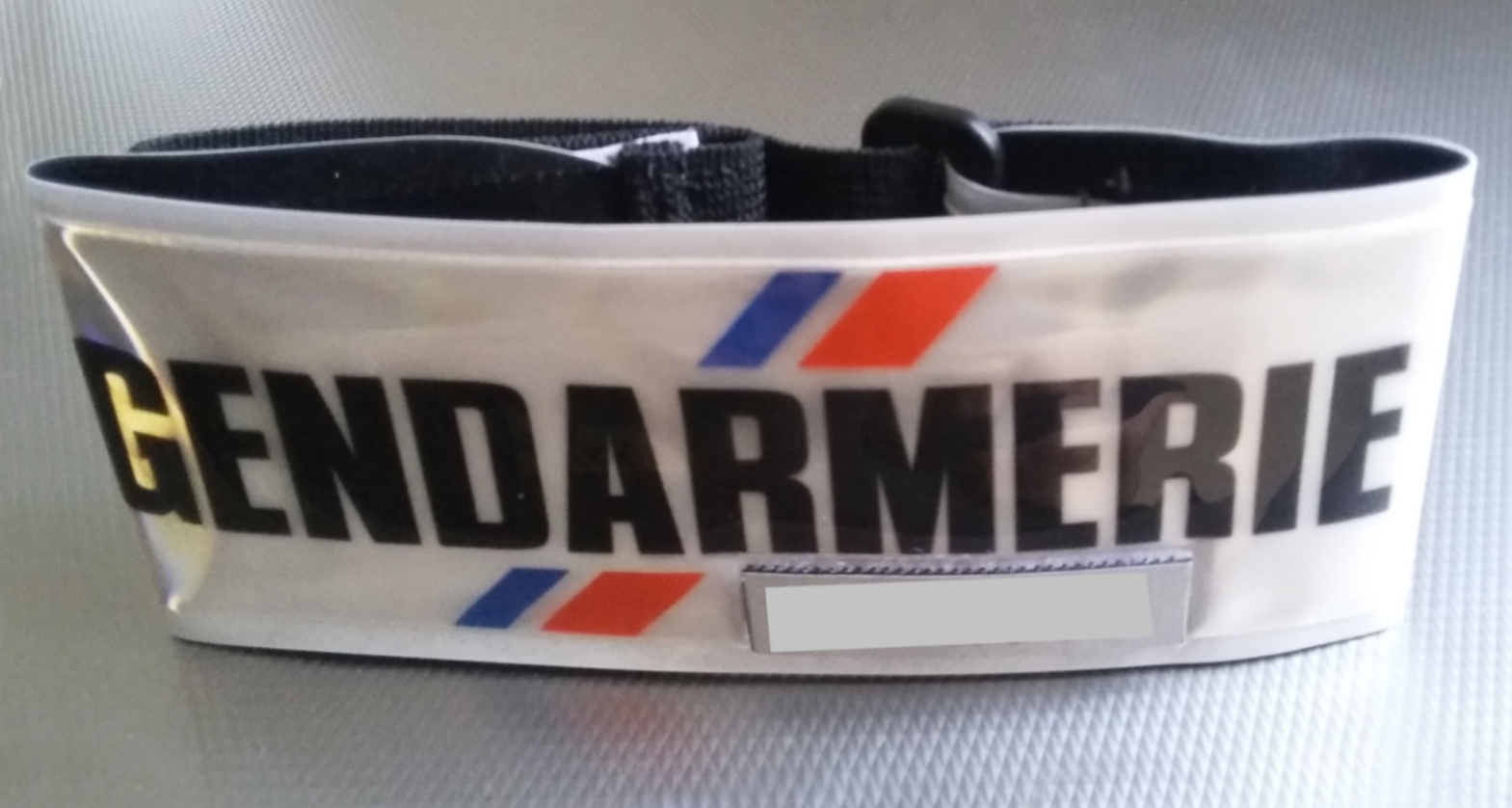
La secció d'investigació de la gendarmeria de Poitiers és un dels principals investigadors judicials responsables de la investigació.

Aquests documents permeteren identificar els noms de dos-cents nens junt amb detalls compromesos. El seu advocat explicà als investigadors que es tractava de simples fantasies. Durant l'escorcoll, els gendarmes van descobrir el mateix dia altres objectes que comprometien l'acusat, entre ells perruques i objectes sexuals amagats sota el terra.
Gràcies a la informació facilitada pels diaris, la policia va aconseguir posar-se en contacte amb les antigues presumptes víctimes del cirurgià. Des de Charente-Maritime, els investigadors continuaren les seves investigacions fins al departament de Morbihan, on semblava que s'haurien comès la majoria dels presumptes delictes i actes delictius atribuïts a Joël Le Scouarnec.
A finals d'abril de 2024, la instrucció de l'expedient està tancada. Es van identificar 312 víctimes, incloses 19 excloses per prescripció. La premsa qualificà d'excepcional l'envergadura del cas.
El setembre de 2024, Joël Le Scouarnec va ser remès al Tribunal Penal de Morbihan.